# Dodonaea scurra
Dodonaea scurra är en kinesträdsväxtart som beskrevs av K.A.Sheph. & R.A.Meissn.. Dodonaea scurra ingår i släktet Dodonaea och familjen kinesträdsväxter. Inga underarter finns listade i Catalogue of Life.